# 资兴市
资兴市位于中国湖南省南部，为郴州市代管县级市；1984年12月撤县设市。全境地处耒水上游，罗霄山脉南端；辖域总面积为2,746.79平方公里，位居全省县市的第20位，常住人口約为33万人。2015年乡级区划调整后，全县下辖2街道9镇2民族乡共计13个乡级行政区，市人民政府驻唐洞街道。

## 历史
东汉永和元年（136年），析郴县地置汉宁县；三国吴建兴元年（252年），改汉宁县为阳安县；晋太康元年（280年），阳安县更名晋宁县；升平二年（359年），析晋宁县地置汝城县；大業三年（607年），晋宁县更名晋兴县；咸享三年（672年），晋兴县更名资兴县。后晋天福元年（936年），改资兴县为资兴寨、属敦化县。后汉乾祐三年（950年），资兴恢复县制，改名泰县。北宋太平兴国元年（976年），泰县并入郴县。
嘉定二年（1209年），平定黑风峒变乱，析郴县之资兴、程水二乡置资兴县。绍定二年（1229年）资兴县改名兴宁县，徙县治于管子濠。民国3年1月，因兴宁县与广东兴宁县重名，故复名资兴县；因境内资兴水得名。民国26年12月，置湖南省第八行政督察区，资兴县属第八行政督察区；民国29年，改第八区为第三行政督察区，资兴县从属。1959年3月，资兴并入郴县；1961年恢复县制，并析资兴县地置东江市。1984年12月，资兴县改为资兴市。

## 人口
根据郴州市第七次全国人口普查公报显示：资兴市常住人口为322990人，男性人口占比50.75%，女性人口占比49.25%，年龄结构中0-14岁占比18.19%，15-59岁占比59.53%，60岁以上占比22.28%，65岁以上占比15.54%。
全市常住人口为337,495人（2010普查），居全省第65位；年末户籍总人口37.84万人（2015年）。

## 地理
资兴位于郴州市东部，处耒水上游，罗霄山脉南端。 地理坐标北纬25°34′— 26°18′，东经113°08′— 113°44′，全境南北长约80公里，东西宽约60公里。辖境东邻桂东、炎陵县，南接汝城、宜章县，西连苏仙区，北抵永兴、安仁县；辖域总面积2,746.79平方公里。年平均气温16℃，降水量1538毫米。

## 行政区划
资兴市下辖2个街道办事处、9个镇、2个民族乡：
唐洞街道、东江街道、滁口镇、三都镇、蓼江镇、兴宁镇、州门司镇、黄草镇、汤溪镇、清江镇、白廊镇、回龙山瑶族乡和八面山瑶族乡。
1984年12月，撤资兴县设市时，自原郴县划入高码乡和桥口乡白溪、下渡两行政村。1998年，木根桥乡撤乡改设东江镇，全县下辖1街道9镇19乡。2003年5月，原旧市乡、厚玉乡合并而设立白廊乡，区划调整后全市辖1个街道、10个镇、15个乡、2个民族乡共计28个乡级行政区划。2011年6月，皮石和汤市两乡成建制合并设立汤溪镇，区划调整后全市辖1个街道、11个镇、13个乡和2个民族乡总计27个乡级行政区划。2012年4月将其中14个撤并为7个，调整后全市辖2街道10镇和8乡（含2民族乡）共计20个乡级行政区划。
| 资兴市2012年乡级行政区划调整 |        |                                                             |        |      |        |
| 名称                         | 面积   | 调整内容                                                    | 行政村 | 社区 | 驻地   |
| 东江街道                     | 148.18 | 鲤鱼江镇、东江镇成建制合并设立                              | 11     | 7    | 凉树湾 |
| 程水镇                       | 123.28 | 香花乡、高码乡成建制合并设立                                | 17     | 3    | 文昌阁 |
| 兴宁镇                       | 219.58 | 坪石乡、何家山乡、兴宁镇成建制合并；自原烟坪乡划入2个行政村 | 33     | 3    | 管子壕 |
| 州门司镇                     | 189.98 | 彭市乡、州门司镇建制合并；自原烟坪乡划入7个行政村           | 26     | 2    | 州门司 |
| 三都镇                       | 68.26  | 自原碑记乡划入7个行政村                                     | 14     | 5    |        |
| 唐洞街道                     | 24.63  | 自原碑记乡划入茶坪瑶族村                                    | 3      | 7    |        |
| 青腰镇                       | 143.79 | 自原烟坪乡划入兰洞村                                        | 15     | 1    |        |

2015年，资兴市再度进行乡镇区划调整，此次调整共减少7个乡级建制，调整后下辖2街道、9镇、2民族乡。

## 政治

### 现任领导
| 机构     | 资兴市人民政府 市长 | · 中国共产党 · 资兴市委员会 · 书记 | 资兴市人民代表大会 常务委员会 主任 | · 中国人民政治协商会议 · 资兴市委员会 · 主席 |
| -------- | ------------------- | ---------------------------------- | ---------------------------------- | -------------------------------------------- |
| 姓名     | 陈占华              | 杨理诚                             | 王仁庆                             | 陈一之                                       |
| 民族     | 汉族                | 汉族                               | 汉族                               | 汉族                                         |
| 出生地   | 湖南省永兴县        | 湖南省湘阴县                       |                                    | 湖南省安仁县                                 |
| 出生日期 | 1973年2月（52歲）   | 1976年（48—49歲）                  |                                    | 1968年11月（56歲）                           |
| 就任日期 | 2021年7月           | 2021年7月                          | 2021年7月                          | 2021年7月                                    |

## 交通

### 公路
- 240国道、 357国道过境。

### 鐵道
- 资许铁路：鯉魚江站 - 木根橋站 - 唐洞站 - 湘紅站 - 東江站 - 三都站[11]

## 经济
2015年，全市GDP总量298.2亿元，其中二产业增加值197.2亿元，占GDP比重达到66.1%；一般公共预算收入28.3亿元，其中地方财政收入22.3亿元；全年农村居民人均可支配收入15,834元，城镇居民人均可支配收入26,861元。
资兴的农业以生产稻谷为主。森林面积约占全市面积的80%，为国家林业基地之一。